# Schermtijd

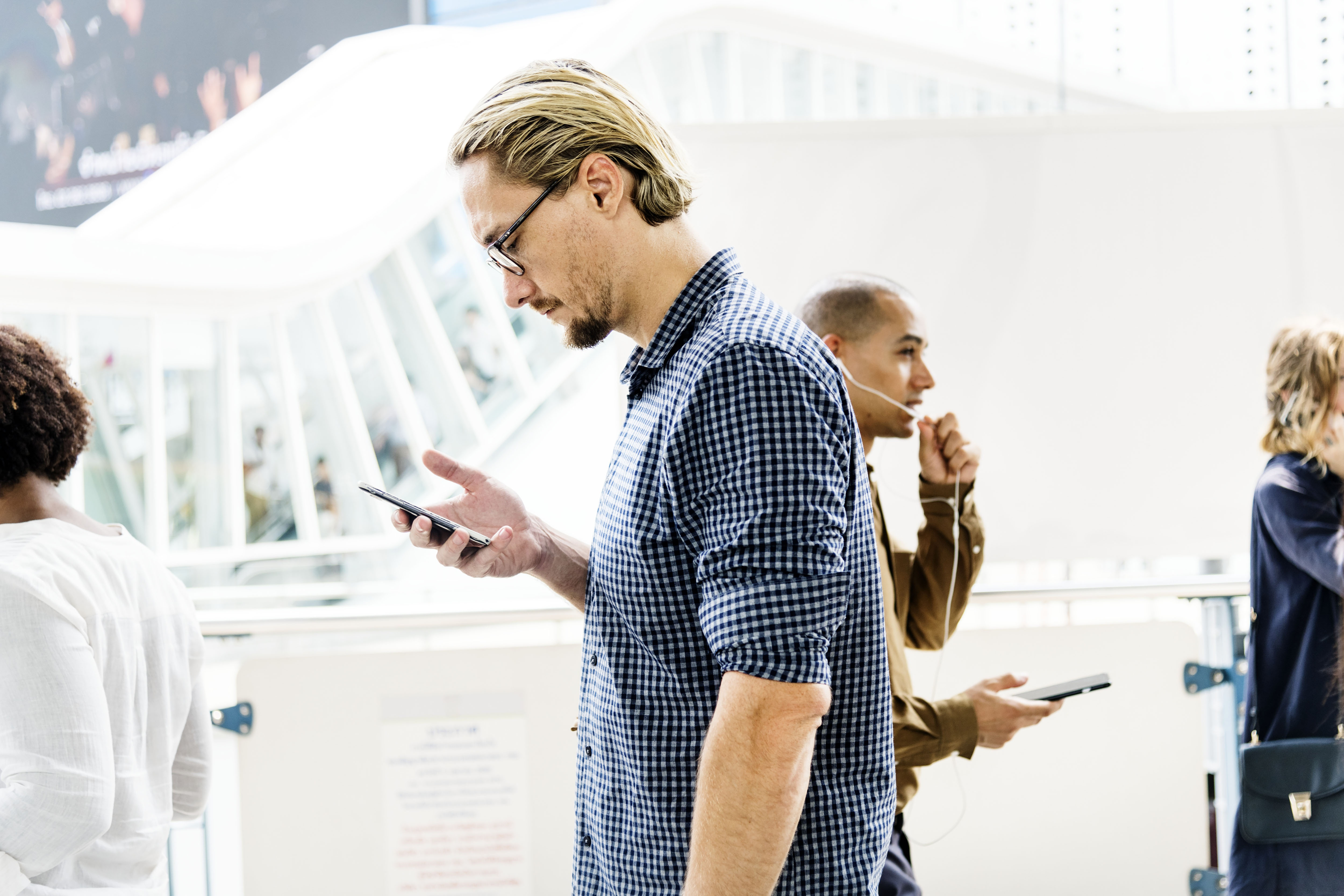
Een man kijkt op zijn smartphone.

Schermtijd is de hoeveelheid tijd die wordt besteed aan het gebruik van een apparaat met een beeldscherm, zoals een smartphone, computer, tablet, spelcomputer of een televisie. Er wordt veel onderzoek gedaan naar dit concept met verwante concepten in digitaal mediagebruik en geestelijke gezondheid. 
De voortdurende verbondenheid door digitale media levert weliswaar voordelen vanwege permanente toegang tot informatie, sociale netwerken en allerhande diensten, maar ook nadelen zoals voortdurend afgeleid zijn, stress door ‘altijd aan’ te staan, en mentale overbelasting. Tijdens de COVID19-pandemie werd deze paradox gevoelig zichtbaarder.<
Met name voor kinderen blijkt schermtijd gecorreleerd met mentale en fysieke schade in de ontwikkeling. Daarom hebben sommige overheden regels opgesteld voor het gebruik van digitale media.

## Beperking van de schermtijd

### Kinderen en volwassenen
Voor de bescherming van de mentale en fysieke schade in de ontwikkeling van kinderen en volwassenen werden voorzieningen voor ouderlijk toezicht ontworpen. Adviezen voor afspraken met kinderen over schermgebruik zijn ook online te vinden.

#### Aanbevelingen
Eind juli 2023 gaf UNESCO het advies: “Smartphones op school? Alleen als ze het leren duidelijk ondersteunen”.
In het rapport Enfants et écrans. À la recherche du temps perdu (met een knipoog naar de vroeg 20e-eeuwse roman van Marcel Proust) aan de Franse president Emmanuel Macron formuleerden deskundigen in mei 2024 een dertigtal – soms strenge - aanbevelingen om overmatig schermgebruik bij kinderen terug te dringen, zoals onder meer:
- schermtijd voor kinderen tot 3 jaar verbieden, en tot 6 jaar enkel onder begeleiding
- tot 11 jaar geen gsm gebruiken, en tot 13 een smartphone zonder sociale media
- sociale media pas vanaf 15 jaar.

Met zijn bestseller Generatie angststoornis. Wat sociale media met onze kinderen doen (juni 2024) zat ook sociaal-psycholoogJonathan Haidt al op die lijn.
Om bijziendheid bij kinderen te voorkomen adviseert het Oogfonds de zogenaamde 20-20-2-regel: na 20 minuten dichtbij kijken, 20 seconden in de verte kijken; minimaal 2 uur per dag naar buiten.

#### Maatregelen
In Spanje beperkten vanaf september 2023 steeds meer regio’s het gebruik van smartphones op school.
In België werd eind 2024 voor de scholen een smartphoneverbod vanaf september 2025 afgekondigd: in Vlaanderen een totaalverbod in het lager en de 1e en 2e graad van het middelbaar. In Franstalig België was het verbod al eerder aangekondigd.
Ook in andere Europese landen werden beperkingen ingevoerd of overwogen.